# Haven van Auckland

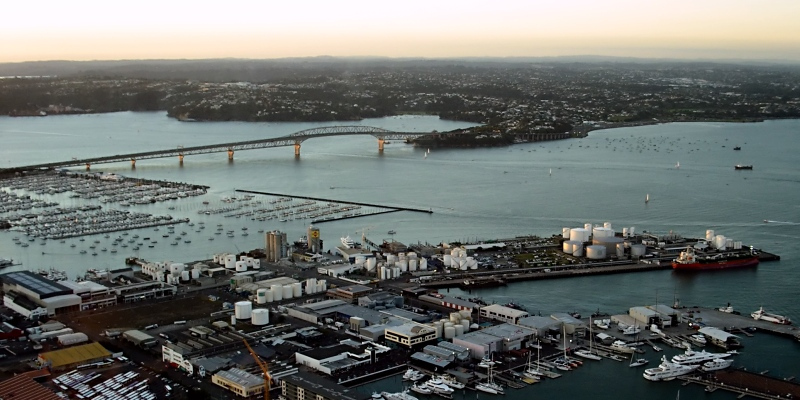
Haven met de Auckland Harbour Bridge

De haven van Auckland (Engels: Waitemata Harbour of  Auckland Harbour) is de haven van Auckland in Nieuw-Zeeland.
Waitemata Harbour is al een haven voor de Europese koloniale tijd. Hij is circa 178 km² groot. Het verbindt de belangrijkste haven van de stad aan de Golf van Hauraki en de Stille Oceaan. Er zijn verbindingen naar North Shore, Rangitoto Island en Waiheke Island. De naam komt uit de Maori-taal, Wai te Mataa.
De ingang is tussen North Head en Bastion Point. De noordelijke oever van de haven wordt gevormd door North Shore City. Plaatsen dicht bij de kust zijn Birkenhead, Northcote en Devonport. Hij wordt doorkruist door de Auckland Harbour Bridge.
Ten oosten van het zuidelijke uiteinde liggen de jachthavens van Westhaven en de buitenwijken van Freemans Bay en het Viaduct Basin.
Er zijn diverse scheepswerven en havens binnen Waitemata Harbour, evenals de marinebasis Devonport.

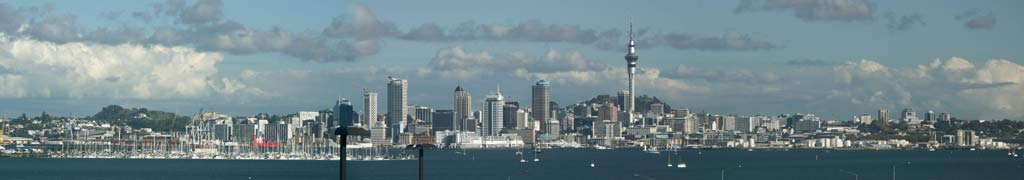
Waitemata Harbour met de Sky Tower en Mount Eden (achter Sky Tower) in het midden, gezien van North Shore, tussen Bayswater Marina (links) en de Auckland Harbour Bridge (niet afgebeeld)